# 오그도아드
오그도아드(그리스어: ογδοάς 오그도아스[*])는 기원전 2686년에서 2134년에 해당하는 고왕국 시대에 헤르모폴리스에서 숭배되던 고대 이집트 종교의 여덟 신을 의미한다. 그리스 신화의 올림푸스 12신과 비슷한 개념이다. 처음에는 태양신 라(후에는 토트로 변함)와 사랑과 미의 여신 하토르가 주요 숭배 대상이었으나, 후에 신이 더욱 늘고 변형되어 8명이 되었다. 이집트 종교의 특징인 혼합주의에 따라 신왕국에 들어서서 라와 창조신 아툼이 합쳐져 아툼-라가 되면서, 엔네아드 우주론을 이루게 된다.
오그도아드의 발상은 초기 기독교의 그노시스파에게 영향을 끼쳐, 신학자 발렌티누스(기원후 약 160년경)에 의하여 발전되었다.

## 여덟 신과 숭배의식
오그도아드의 여덟 신은 남신과 여신 4쌍으로 이루어져 있다. 여신은 뱀과 융합되어 있으며, 남신은 개구리와 융합되어 있다.
- 나우넷와 누
- 아무네트와 아문
- 쿠아켓과 쿡
- 하우헷과 후

## 같이 보기
- 이집트 신화
- 이집트 창조 신화
- 엔네아드